# Chetogena palpella
Chetogena palpella là một loài ruồi trong họ Tachinidae.